# Peter Bastian
Peter Bastian, född 25 augusti 1943 i Köpenhamn, död 27 mars 2017, var en dansk musiker.
Bastian var utbildad inom både teoretisk fysik och klassisk fagott. Han var medlem av Den Danska Blåsarkvintetten och multimusikgruppen Bazaar. Han medverkade i flera danska tv- och radioprogram, och fick 1988 mottaga Rosenkjærpriset av DR. 1987 utgav han boken Ind i musikken.